# Haliclona rugosa
Haliclona rugosa är en svampdjursart som först beskrevs av Thiele 1905.  Haliclona rugosa ingår i släktet Haliclona och familjen Chalinidae. Inga underarter finns listade i Catalogue of Life.